# Hemionitis levyi
Hemionitis levyi là một loài thực vật có mạch trong họ Adiantaceae. Loài này được E. Fourn. miêu tả khoa học đầu tiên năm 1870.